# Riserva naturale Garzaia della Carola
La riserva naturale regionale Garzaia della Carola è un'area naturale protetta situata nel comune di San Genesio ed Uniti, in provincia di Pavia col codice SIC IT 2080018.

## Storia e territorio
La garzaia è presente già dagli inizi degli anni '70 (ma l'area era già inserita dal XIV secolo nel Parco Visconteo) ed è localizzata in un territorio caratterizzato da superficialità della falda acquifera e dalla presenza di numerose rogge, per questo motivo si presenta come un terreno prevalentemente paludoso e coperto dalla tipica vegetazione igrofila.
Dopo alterne vicende e cambiamenti nei confini, la riserva naturale è stata designata sia sito di interesse comunitario per la formazione della rete europea Natura 2000 che zona di protezione speciale ai sensi della direttiva comunitaria 79/409.

## Flora
La vegetazione predominate è composta da ontano nero (Alnus glutinosa), salicone (Salix caprea), farnia (Quercus robur), carpino (Carpinus betulus), sambuco (Sambucus nigra), biancospino (Crataegus monogyna), pioppo ibrido euroamericano (Populus × canadensis), cannuccia di palude (Phragmites australis), tifa (Typha latifolia), giaggiolo acquatico (Iris pseudacorus), diverse specie di carice (Carex) e lenticchia d'acqua (Lemna minor).

## Fauna
Le principali specie animali presenti nella garzaia sono airone cenerino (Ardea cinerea), garzetta (Egretta garzetta) e nitticora (Nycticorax nycticorax).